# Госбю (Вормсі)
Го́сбю (ест. Hosby küla, швед. Hosby) — село в Естонії, у волості Вормсі повіту Ляенемаа.

## Населення
На 31 грудня 2011 року в селі не було постійних мешканців.

## Географія
Госбю розташоване в південно-східній частині острова Вормсі.

## Історія
З 1998 року село відновлено як окремий населений пункт.